# Euphorbia wagneri
Euphorbia wagneri är en törelväxtart som beskrevs av Sóo. Euphorbia wagneri ingår i släktet törlar, och familjen törelväxter. Inga underarter finns listade i Catalogue of Life.